# Mabel Segun
Mabel Segun, née en février 1930 à Ondo (colonie et protectorat du Nigeria) et morte le 6 mars 2025, est une poète, dramaturge, écrivaine d'histoires pour enfants et radiodiffuseuse nigériane.

## Biographie
Mabel Segun fréquente l'université d'Ibadan, où elle obtient son baccalauréat en anglais, en latin et en histoire en 1953. Elle enseigne ces matières dans des écoles nigérianes et devient plus tard chef du département d'études anglaises et sociales puis vice-principale au collège national des professeurs techniques à Yaba (Lagos) (en). En tant que radiodiffuseuse, elle remporte le prix de l'artiste de l'année 1977, remis par la Corporation Nigériane de Radiodiffusion.
Membre du Mbari Club, un centre d’activités culturelles composé d’écrivains, d’artistes et de musiciens africains, Segun défend la littérature pour enfants au Nigeria, par le biais de l'association de littérature pour les enfants du Nigeria, qu'elle fonde en 1978, et le Centre de documentation et de recherche pour les enfants, qu'elle créé en 1990 à Ibadan. Elle est également membre de la Bibliothèque internationale de la jeunesse de Munich en Allemagne.
En 2009, Mabel Segun reçoit l'ordre national du Mérite du Nigeria (en) pour l'ensemble de son œuvre.
Mabel Segun est décédé le 6 mars 2025, à l'âge de 95 ans.

## Œuvres
- The Lion Roars With A Fear full Sound
- My Father's Daughter (1965)
- Under the Mango Tree (co-édité) (1979)
- Youth Day Parade (1984)
- Olu and the Broken Statue (1985)
- Sorry, No Vacancy (1985)
- Conflict and Other Poems (1986)
- My Mother's Daughter (1986)
- Ping-Pong: Twenty-Five Years of Table Tennis (1989)
- The First Corn (1989)
- The Twins and the Tree Spirits (1990)
- The Surrender and Other Stories (1995)
- Readers' Theatre: Twelve Plays for Young People (2006)
- Rhapsody: A Celebration of Nigerian Cooking and Food Culture (2007)